# Pijani Powietrzem
Pijani Powietrzem, również Ściulani Luftem – polska grupa muzyczna wykonująca muzykę elektroniczną i hip-hopową. W jej skład wchodzili raperzy Wojciech „Fokus” Alszer (Paktofonika, Pokahontaz) i Rafał „Śliwka Tuitam” Śliwiak (Ego) oraz producent Sebastian „Rahim” Salbert (3xKlan, Paktofonika, Pokahontaz). Jedyny album formacji Zawieszeni w czasie i przestrzeni ukazał się w 2002 roku. W latach późniejszych działalność formacji była niejednostajna i obejmowała jedynie koncerty.

## Historia
Inicjatorem powstania Pijanych Powietrzem był menadżer Paktofoniki, a zarazem szef wydawnictwa Future Hip Hop Łukasz Robak. Skojarzył on raperów Wojciecha „Fokusa” Alszera oraz Rafała „Śliwkę Tuitam” Śliwiaka.
Projekt powołany został do życia w 2001 roku przez Fokusa i Śliwkę Tuitam, którzy występowali też w kolektywie PFK Kompany. Trzecim członkiem formacji został – również członek PFK Kompany – Sebastian „Rahim” Salbert, działający jako producent. Odpowiadał on za przeważającą część warstwy muzycznej jedynej płyty zespołu.
Materiał z przeznaczeniem na album formacji został zarejestrowany pomiędzy wrześniem a październikiem tego samego roku w częstochowskim Radioaktywni Studio. Robak, jako zainteresowany grupą wydawca dał muzykom tylko miesiąc na ukończenie materiału. Produkcji nagrań podjęli się, oprócz Rahima, sam Fokus, a także Piotr „DJ Haem” Jończyk (Ego, Ideo) i członek zespołu Meridialu, Łukasz „Młody” Grabowski. Skrecze wykonali DJ Haem i Sebastian „DJ Bambus” Michalski.
W 2002 roku utwór z repertuaru projektu pt. „Miniatury” ukazał się na kompilacji różnych wykonawców Twist & Hip-Hop.
Debiut fonograficzny Pijanych Powietrzem zatytułowany Zawieszeni w czasie i przestrzeni ukazał się 9 kwietnia 2002 roku w dystrybucji Universal Music Polska. Na płycie znalazły się piosenki inspirowane takimi stylami muzycznymi jak jungle, drum’n’bass, czy house. Promował je singiel „Aua”, do którego nakręcono (obecnie zaginiony) teledysk.
Wydawnictwo dotarło do 28. miejsca zestawienia OLiS. W ramach promocji zespół wziął udział w festiwalu Hip-hop Opole, podczas którego był wspierany przez beatboksera Marcina „Sota” Ziębę. Tego samego roku zespół otrzymał nominację do nagrody polskiego przemysłu fonograficznego Fryderyka w kategorii album roku – hip-hop. Rok później Pijani Powietrzem wzięli udział w nagraniach jedynego albumu składu CiągDalszy – Za-gadka?. Twórcy wystąpili w utworze zatytułowanym „Dnoceanu”. Z kolei sam Śliwka Tuitam gościł w utworze „Oczymarudzisz”. Również w 2003 roku Fokus wraz z Rahimem i DJ-em Bambusem utworzył zespół pod nazwą – Pokahontaz. W efekcie działalność formacji Pijani Powietrzem uległa zawieszeniu.
Pomimo że członkowie formacji publicznie deklarowali zainteresowanie nagraniem drugiej płyty, nigdy do tego nie doszło.
Śliwka Tuitam wystąpił gościnnie w utworze „Spacer” na debiutanckim albumie solowym Fokusa zatytułowanym Alfa i Omega, który ukazał się w 2008 roku
3 września 2009 roku ukazała się reedycja albumu Pijanych Powietrzem. Do materiału dołączono dodatkowy utwór „Porywacze zapalniczek”. Wznowienie było promowane trasą koncertową, podczas której Fokusa i Śliwkę Tuitam wspierali Michał „DJ WBK” Babij i „DJ PP”. W roli gościa w występach uczestniczył również zespół Meridialu.
W 2011 roku koncerty Pijanych Powietrzem odbyły się m.in. w ramach działalności kolektywu PFK Kompany. Formacja wystąpiła m.in. w Rzeszowie, Bielsku-Białej i Krakowie, gdzie była wspierana przez Jacka „Skorupa” Skorupę i grupy z podziemia artystycznego.

## Dyskografia

### Albumy
| Rok  | Album | Pozycja na liście |
| Rok  | Album | POL               |
| ---- | --- | ----------------- |
| 2002 | Zawieszeni w czasie i przestrzeni - Data: 9 kwietnia 2002 - Wydawca: Future Hip Hop/Universal Music Polska | 28                |

### Inne
| Rok  | Utwór                                     | Album                            | Źródło |
| ---- | ----------------------------------------- | -------------------------------- | ------ |
| 2002 | „Miniatury” – Pijani Powietrzem           | Twist & Hip-Hop                  | [ 14 ] |
| 2003 | „Dnoceanu” (gościnnie: Pijani Powietrzem) | Za-gadka? – CiągDalszy           | [ 15 ] |
| 2003 | „Labirynt” – Pijani Powietrzem            | Trójkowy Ekspres Polska – Europa | [ 16 ] |